# St. Barbara (Sarre)
Ne doit pas être confondu avec Sainte-Barbe (Moselle).
St. Barbara (Sankt Barbara) est un  ortsteil de la commune allemande de Vaudrevange en Sarre.

## Géographie

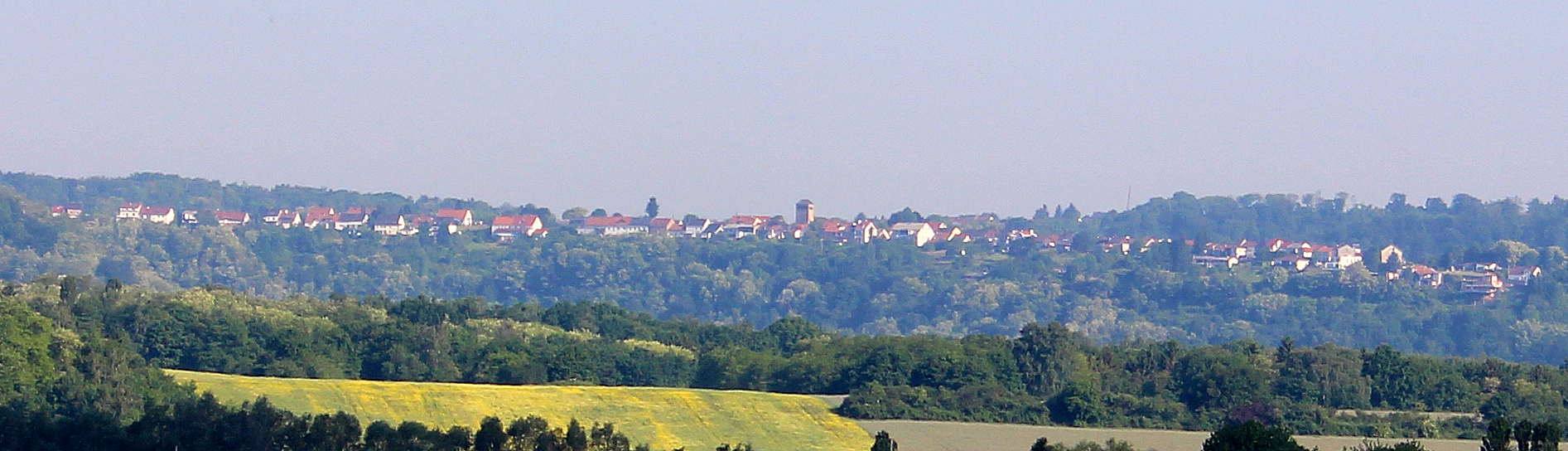

## Histoire
Ancienne commune de la Moselle sous le nom de Sainte-Barbe en 1802, fut cédé à la Prusse en 1815. 

Ancienne commune indépendante avant le 1er janvier 1974.

## Lieux et monuments

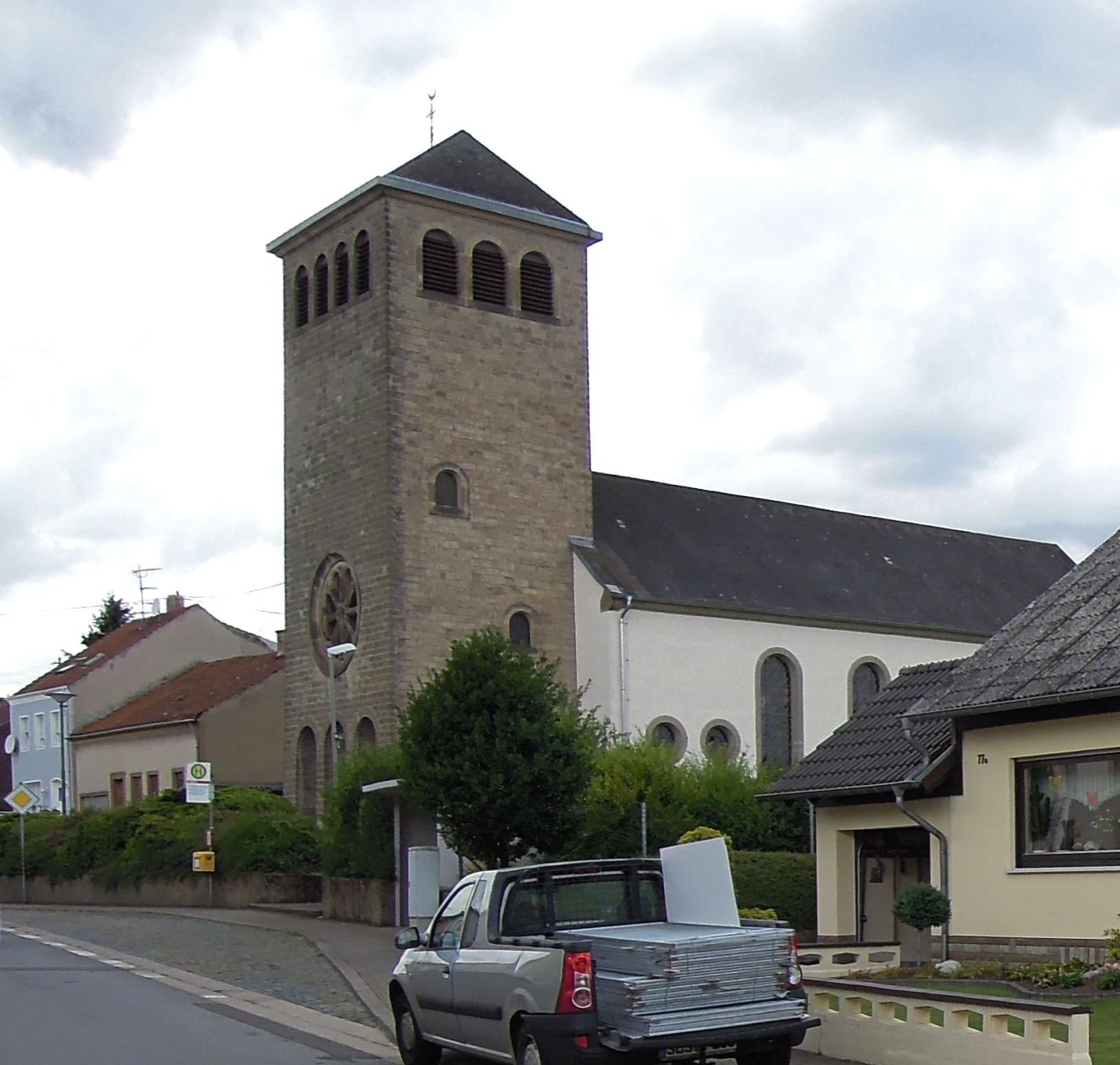